# Plusiodonta multicolora
Plusiodonta multicolora är en fjärilsart som beskrevs av George Thomas Bethune-Baker 1906. Plusiodonta multicolora ingår i släktet Plusiodonta och familjen nattflyn. Inga underarter finns listade i Catalogue of Life.